# Yann Demange
Yann Demange (nascut el 7 de novembre de 1977) és un director de cinema i televisió francès d'origen francès i algerià, que va créixer a Londres. Després de dirigir la ben rebuda sèrie de televisió Dead Set (2008) i Top Boy (2011), va debutar com a director amb la pel·lícula independent aclamada per la crítica  '71 (2014), pel qual va rebre els British Independent Film Award al millor director.

## Biografia
Nascut a París d'una mare francesa i un pare algerià, Demange es va traslladar a Londres amb la seva mare i dos germanastres grans quan tenia dos anys, inicialment al sud de la ciutat, després a l'oest. Els seus pares es van separar poc després que la família es traslladés a Londres, i entre els quatre i els dotze anys, Demange es va criar en dues col·locacions de quatre anys en acolliment a Essex, una amb una família de parla francesa i l'altra amb una família cockney blanca. Originalment se li va donar el primer nom Mounir, però un dels seus germanastres va convèncer a la seva mare que el canviés perquè pogués evitar la discriminació per tenir un nom àrab, així que després que els seus pares es separessin el seu primer nom es va canviar a Yann i Mounir es va convertir en el seu segon nom. nom. Tot i que és ciutadà francès, Demange ha dit que no té ni un sol sentit d'identitat nacional i que es descriu principalment com a londinenc.
L'estiu de 1991, poc abans de l'esclat de la Guerra Civil, va viatjar a Algèria per conèixer la seva família extensa: en aquest viatge va veure La Battaglia di Algeri per primera vegada, una pel·lícula en què una tia de Demange apareix com un dels molts actors no professionals de la pel·lícula. Ha dit que la consciència del paper de la seva tia a la pel·lícula va reforçar el seu amor pel mitjà: "Per molt absurd que sembli, d'alguna manera crec que vaig sentir com si hagués descobert una herència d'algun tipus de llinatge personal a les pel·lícules". Va començar la seva carrera als 18 anys com a corredor al plató de vídeos musicals, abans d'inscriure's en una fundació d'arts al London College of Printing. Més tard va fer documentals d'observació per a General Electric.
A finals dels seus 20 anys, Demange va assistir a la National Film and Television School amb una beca de The Walt Disney Company. Va aconseguir un acord amb ICM Partners sobre la base de la seva pel·lícula de graduació, que el va portar a dirigir diversos episodis de la sèrie de televisió Secret Diary of a Call Girl (2007).A continuació va dirigir la sèrie de terror zombie Dead Set (2008), que va ser nominada als Premis BAFTA de televisió a la millor sèrie dramàtica.Per la seva direcció de Top Boy de Channel 4 (2011), un drama de bandes ambientat a Hackney, Demange va rebre una nominació al premi BAFTA de televisió al millor director, mentre que la sèrie va ser nominada a la categoria de Millor minisèrie.
Demange va fer el seu debut al cinema amb '71 (2014), protagonitzada per Jack O'Connell com a soldat desplegat a Belfast a l'altura de la violència política a Irlanda del Nord. '71 es va estrenar en competició al Festival Internacional de Cinema de Berlín i va rebre aclamació de la crítica. Demange va guanyar els British Independent Film Award al Millor Director i va ser nominat per al BAFTA al millor director, guionista o productor britànic novell. Demange també ha estat aclamat com una nova veu prometedora en el cinema britànic.
El novembre de 2022, es va informar que Demange dirigiria Blade, un reboot cinematogràfic de la franquícia de pel·lícules de Blade ambientada al Marvel Cinematic Universe, però ja no treballava en la pel·lícula el juny de 2024.

## Filmografia
Cinema
- '71 (2014)
- White Boy Rick (2018)

Televisió
- Secret Diary of a Call Girl (temporada 1, episodis 1 à 4) (2007)
- Coming Up (1 episodi : A Man in a box) (2007)
- Dead Set (temporada 1, episodis 1 a 5) (2008)
- Criminal Justice (temporada 2, episodis 1 à 3) (2009)
- Top Boy (2011)
- Lovecraft Country (2020)